# Ascorhynchus turritus
Ascorhynchus turritus is een zeespin uit de familie Ascorhynchidae. De soort behoort tot het geslacht Ascorhynchus. Ascorhynchus turritus werd in 1978 voor het eerst wetenschappelijk beschreven door Stock. 